# Миронов, Александр Васильевич
Алекса́ндр Васи́льевич Миро́нов (14 августа 1902 Седельниково, Вязниковский уезд, Владимирская губерния — 22 мая 1980 Воронеж, Воронежская область) — советский архитектор, работал в городе Воронеж.

## Биография
Родился 14 августа 1902 года в деревне Седельниково.
Окончил три учебных заведения: в 1922 году окончил Одесское художественное училище, в 1925 году - Нижегородский художественный техникум, в 1930 году - Ленинградский институт инженеров коммунального хозяйства.
В 1931 году наркоматом труда СССР был отправлен в город Воронеж, для работы архитектором.
В 1933 году Миронов разработал глобальный проект «Большой Воронеж», принятый как генеральный план в 1939 году, в проекте решаются глобальные архитектурно-градостроительные проблемы города, такие, как строительство водохранилища, постройка магистралей.
29 июня 1941 года он был отправлен на Урал, для архитектурного планирования авиационных заводов, в 1940—1943 был главным архитектором авиационного университета.
В 1943 году приглашён в освобождённый от гитлеровской оккупации Воронеж на должность главного архитектора. Разрабатывал генплан города (совместно с академиком архитектуры Львом Рудневым), проекты восстановления разрушенных в войну зданий, проекты новых общественных зданий.
В 1945—1951 годах являлся творческим руководителем восстановления Воронежа.
За годы работы Миронов разработал более 150 архитектурных проектов, около 50 из них осуществлены.
В 1963 году защитил диссертацию на тему «Основные черты развития центра города Воронежа: архитектурно-планировочные вопросы», присвоена учёная степень кандидата архитектуры.
Умер 22 мая 1980 года.